# Сказка о Тройке
«Сказка о Тройке» — сатирическая повесть братьев Аркадия и Бориса Стругацких (1968), связанная общими героями с повестью «Понедельник начинается в субботу».

## История публикации, цензура
Предполагалось печатать повесть в «Детской литературе» и в «Молодой гвардии», но оба издательства неожиданно для авторов отказались. Существуют два основных варианта текста: пространный, впервые опубликованный в журнале «Смена» в 1987 году, и краткий — для альманаха «Ангара» (специально «подогнанный» под объём), напечатанный в 1968 году. Более раннему из этих вариантов выпала сложная судьба: в 1969 году тираж альманаха «Ангара» (Иркутск) был запрещён и изъят из публичных библиотек, а главный редактор Ю. Самсонов получил строгий выговор за публикацию «идейно несостоятельной повести», а затем был уволен. Повесть публиковалась за границей в журналах НТС «Посев» и «Грани». В СССР повесть вышла лишь 20 лет спустя после иркутского случая. Варианты различаются дополнительными героями и сюжетными линиями.

В «Сказке…» Стругацкие нанесли удар по самой системе. <…> Товарищи из Иркутского обкома без труда распознали в кривых зеркалах собственные отражения и всполошились.— В. Ревич. Дела давно минувших дней. Фантасты под надзором ЦК КПСС // Знание — сила. — 1993. — 7. — С. 86—89.

## Сюжет

### «Сменовский вариант»
В книжных изданиях снабжён громоздким подзаголовком: «История непримиримой борьбы за повышение трудовой дисциплины, против бюрократизма, за высокий моральный уровень, против обезлички, за здоровую критику и здоровую самокритику, за личную ответственность каждого, за образцовое содержание отчетности и против недооценки собственных сил».
Сотрудники НИИЧАВО Привалов, Ойра-Ойра, Корнеев и Амперян прибывают в Китежград, где намерены получить у местных чиновников ряд чудесных предметов и существ для института. В их числе — разумные клоп Говорун и спрут Спиридон, снежный человек Фёдор, Чёрный ящик и другое. Вскоре они обнаруживают, что Тройка по Рационализации и Утилизации Необъяснённых Явлений (ТПРУНЯ) обладает одновременно абсолютной властью, огромным невежеством и карикатурной бюрократией. Состав Тройки: 1) монументальный и каменнолицый председатель Лавр Федотович Вунюков, 2) хамоватый активист Рудольф Архипович Хлебовводов, 3) осторожный и обходительный юрист Фарфуркис, никогда и никем не называемый по имени и отчеству, 4) вечно спящий (хотя иногда вставляющий реплики спросонья) полковник мотокавалерии плюс научный консультант — профессор Амвросий Амбруазович Выбегалло, блистающий остроумным невежеством. Чудесные существа и вещи содержатся в Колонии необъяснённых явлений под началом коменданта Зубо́, в обязанности которого входит ознакомление Тройки с очередным делом, их периодически приходит фотографировать шумный и бесстрашный фотограф Найсморк.
Молодым учёным приходится играть с ТПРУНЯ в её бюрократическую игру, отбивая каждого подопечного и, в свою очередь, отбиваясь от навязывания совершенно ненужных и псевдозагадочных предметов. Бюрократия Тройки имеет силу магии: Большая Круглая Печать, с помощью которой утверждаются решения, делает постановления неоспоримой реальностью. Так, когда ТПРУНЯ принимает решение о вредоносности комариного болота, она объявляет его трансцендентным, иррациональным, а следовательно — несуществующим, и болото исчезает с карты. В финале учёные нейтрализуют ТПРУНЯ, устроив поток новых писем-заявок научной общественности на необъяснимые явления, обеспечив создание подкомиссии «по малым делам» в составе самих себя и удовлетворив собственные заявки.
Отдельным изданием данный вариант вышел в 1992 году в одном томе с повестью «Понедельник начинается в субботу» и с тех пор регулярно переиздаётся.

### «Ангарский вариант»
В краткой версии «Сказки» главных героев двое — Привалов и Амперян. Они попадают в город Тьмускорпионь (он заменяет в этом варианте Китежград), располагающийся на 76-м этаже НИИЧАВО, используя неожиданно заработавший лифт. В этом варианте Тройка первоначально была комиссией горкомхоза («канализаторами»), заброшенной двадцать лет назад (то есть в 1947 году) на лифте в Тьмускорпионь и впоследствии узурпировавшая там власть. В финале Тройку разгоняют Кристобаль Хунта и Федор Симеонович Киврин. В этом варианте отсутствует полковник мотокавалерии — вечно дремавший член Тройки, а также некоторые второстепенные персонажи, связанные с Ойрой-Ойрой и Корнеевым (спрут Спиридон, Жидкий пришелец и др.). Впервые переиздан в 1987 году в журнале «Социалистический труд», последующие переиздания следуют регулярно.

### «Смешанный» вариант 1989 года
Для двухтомника «Избранных сочинений» (М.: Московский рабочий, 1989) авторы решили переработать повесть. В основу данного варианта была положена «ангарская» редакция, дополненная главой о спруте Спиридоне и Жидком пришельце. В остальном текст следовал «ангарской» редакции: Выбегалло был полноправным членом Тройки, полковник мотокавалерии отсутствовал, действие происходило на 76-м этаже НИИЧАВО и т. п. Данный вариант переиздавался в 4-м томе первого полного собрания сочинений Стругацких издательства «Текст» (1992 год), причём в этом издании был добавлен эпиграф из Н. В. Гоголя: «Эх, тройка, птица-тройка, кто тебя выдумал?», был также добавлен подзаголовок из «сменовской» редакции. Более данный вариант не переиздавался, поскольку с 1997 года во всех представительных собраниях сочинений публикуются сразу «сменовский» и «ангарский» варианты.

### Черновой вариант повести
Опубликован в рамках проекта «Неизвестные Стругацкие» в книжной серии «Миры братьев Стругацких» издательством «Сталкер» (Донецк) в 2006 году. Этот вариант, датированный 25 марта 1967 года, начал сразу же перерабатываться авторами и стал основой «сменовской редакции». Хлебовводов в этом варианте именуется Хлебоедовым, председатель Тройки тов. Вунюков иногда именуется Ванюковым, а комендант Зубо носит имя и отчество Иннокентий Филиппович. Фотограф Найсморк имеет фамилию Рабиновичев. Отличается также и финал повести, отсутствует последняя глава.

## Проблематика
Бюрократам в «Сказке о Тройке» присущ стиль сугубо формального управления, бездушного и лишённого связи с управляемыми объектами, не понимающего их сути. В повести чётко охарактеризован социальный тип ответственного работника, порождённого недавно закончившейся эпохой: к его чертам относятся и подкрепление любой высказываемой нелепости ссылками на авторитет народа, от имени которого якобы глаголет администратор, и причисление всего, что лежит за рамками его представлений, к вредному и ненужному, и отождествление интересов общества с его собственными, личными интересами.

## Факты
- Фамилия героя Фарфуркис была придумана Ильёй Варшавским. В середине 1960-х годов Варшавский решил разыграть Бориса Стругацкого, прислав ему безграмотное письмо «от поклонника» из-за рубежа — Мойры Фарфуркиса. Восхищённый международной популярностью, Борис Стругацкий зачитал письмо в компании писателей, среди которых был и сам Варшавский.[3]
- Авторы имели разные предпочтения: Аркадию больше нравился «сменовский» вариант повести, а Борису — «ангарский»[4].
- Вымышленные средневековые описания спрутов в «сменовском варианте» были извлечением из незаконченной повести 1963 года «Дни Кракена» Аркадия Стругацкого.

## Аллюзии
Высказывание Фарфуркиса о «молодёжи» является, по всей видимости, намёком на критическую статью М. Ляшенко о повести «Понедельник начинается в субботу» (вернее, первой части повести «Суета вокруг дивана»), носящую резко негативный характер.
Высказывание Фарфуркиса:

Нынешняя молодёжь мало борется, мало уделяет внимания борьбе, нет у неё стремления бороться дальше, больше, бороться за то, чтобы борьба по-настоящему стала главной, первоочередной задачей всей борьбы, а ведь если она, наша чудесная, талантливая молодёжь, и дальше будет так мало бороться, то в этой борьбе у неё останется мало шансов стать настоящей борющейся молодёжью, всегда занятой борьбой за то, чтобы стать настоящим борцом, который борется за то, чтобы его борьба…— Фарфуркис, «Сказка о Тройке»
Цитата из статьи М. Ляшенко:

Сейчас в повести Стругацких «Суета вокруг дивана», например, говорят трансгрессор, гиперполе, анизотропная модуляция или что-нибудь такое же наукообразное — и дело сделано: можно накручивать любые чудеса из сказок всех времён и народов.
…
Отсутствие прямой борьбы между действующими лицами сушит нашу фантастику, делает её менее привлекательной для подростков. Как бы свежа, неожиданна, увлекательна ни была та или иная идея, но если вокруг неё нет столкновения характеров, нет чёткой социальной расстановки борющихся сил, а отсюда — нет и ярких приключений, сюжетных неожиданностей, интерес молодых читателей, да и не только молодых, разбужен в полной мере не будет. К сожалению, у наших фантастов приключения носят сугубо служебный, головной характер, они явно выдуманы в кресле, а не навеяны бурей борьбы, либо приключений просто нет, как в упоминавшейся ранее повести Стругацких.— М. Ляшенко. Без прицела. // Лит. Россия, 26 ноября 1965. С. 16—17